# Stop AAPI Hate
Stop AAPI Hate est une association à but non lucratif américaine qui gère le Stop AAPI Hate Reporting Center. Celui-ci lutte contre les incidents de haine et de discrimination envers les Asio-Américains et les Américains originaires des îles de l'océan Pacifique (Asian Americans and Pacific Islanders, AAPI) aux États-Unis. Le Stop AAPI Hate Reporting Center a été créé en 2020 en réponse à des attaques racistes contre la communauté asiatique à la suite de la pandémie de Covid-19.

## Histoire
L'organisation Stop AAPI Hate a été fondée par la réunion de trois groupes : Asian Pacific Policy and Planning Council (A3PCON), Chinese for Affirmative Action (CAA) et Asian American Studies Department (AAS), de l’université d'État de San Francisco. Ce consortium a commencé ses activités en janvier 2020 en réaction aux conséquences xénophobes de la pandémie de Covid-19 sur les Américains d’origine asiatique ou océanienne. Il recueille et analyse les données concernant les violences à caractère racial contre les AAPI et transmet ces informations au grand public et aux organisations de défense des droits de l'homme.
Selon un rapport de Stop AAPI Hate, 3 795 cas d'agressions ont été enregistrés aux États-Unis en l'espace de moins d'un an, entre le 19 mars 2020 et le 28 février 2021. En mars 2021, des manifestations antiracistes à Pittsburgh. L'actrice Sandra Oh s'y exprime pour dénoncer cet état de fait.